# Sironj
Sironj is een stad in het district Vidisha in de Indiase deelstaat Madhya Pradesh. Zij ligt circa 120 km ten noorden van Bhopal, de hoofdstad van Madhya Pradesh. 
Sironj telt ruim 42.000 inwoners, met een alfabetisme van 55%. De helft van de inwoners is hindoe, rond de 48% moslim en 1,7% aanhanger van het Jaïnisme.
Sironj behoort tot de streek Malwa, waarvan Ujjain vanaf de zevende eeuw v.Chr. het politieke, economische en religieuze hart was. Sironj is lange tijd een pelgrimsoord geweest binnen het Jaïnisme. Rond 400 n.Chr. ging het met de streek Malwa op in het rijk van de Gupta's en voor de streek volgde daarmee een gouden periode. Na de Gupta's veranderde de streek meerdere malen van heerser en in de achttiende eeuw kwam Sironj onder het bestuur van het Vorstenland Tonk. Hoewel zij tot aan de onafhankelijkheid van India in 1947 tot het Tonk-gebied Rajasthan behoorde, werd zij in 1956 ingedeeld bij de "centrale provincies", Madhya Pradesh.
In 1824 werd de plaats een basis van de Great Trigonometrical Survey, een project dat tot doel had heel India met wiskundige nauwkeurigheid op te meten en in kaart te brengen. George Everest, hoofd van dit project, liet in Sironj onder meer een kleine sterrenwacht bouwen.